# Charline Arthur
Charline Arthur (* 2. September 1929 in Henrietta, Texas; † 27. November 1987 in Pocatello, Idaho) war eine US-amerikanische Musikerin, die in den 1950er Jahren einen kurzen Erfolg als Honky-Tonk- und Rockabilly-Künstlerin feiern konnte.
Arthur hatte – zumal für eine Frau – ein für ihre Zeit sehr selbstbewusstes und unabhängiges Auftreten. In einer Phase, als die Macht der Produzenten im Country immer stärker zunahm, galt sie als extrem unbequem. Das Ende ihrer kurzen Karriere wurde schließlich dadurch besiegelt, dass sie sich mit dem aufstrebenden Starproduzenten Chet Atkins zerstritt.

## Leben

### Kindheit und Jugend
Sie wurde als Charline Highsmith als zweites von 12 Kindern geboren. Als sie vier Jahre alt war, zog die Familie nach Paris, Texas. Ihre Eltern waren relativ arm. Sie gehörten der Pentacostal-Kirche an. Der Vater war Priester; beide Eltern waren Hobbymusiker. Musik gehörte so früh zu Charline Highsmiths Leben: Sie sang im Kirchenchor, und mit sieben Jahren erstand sie ihre erste Gitarre, die sie sich durch das Sammeln von Pfandflaschen verdient haben soll. Ihren ersten Song, I’ve Got the Boogie Blues, schrieb sie mit 12 unter dem Einfluss der Musik des Honky-Tonkers Ernest Tubb. Bereits 1945 sang sie beim Radiosender KPLT ihrer Heimatstadt. Mit 15 verließ sie ihr Elternhaus, um mit einer Medicine Show mitzureisen. Sie sang in Honky Tonks und kleinen Clubs.

### Karriere
Drei Jahre später lernte sie ihren zukünftigen Ehemann Jack Arthur kennen, der ihre frühe Karriere leitete und Bass auf ihren ersten Aufnahmen spielte. Nach einem Auftritt in Dallas wurde das Label Bullet Records auf sie aufmerksam, für die sie ihre erste Single aufnahm. Sie nahm 1950 auch für das Label Imperial Records auf.
Während eines kurzen Engagements als Sängerin und DJ beim Radiosender KERB in Kermit, Texas wurde Colonel Tom Parker auf die junge Künstlerin aufmerksam. Er nahm sie 1952 mit nach Nashville, Tennessee, um sie der Firma Hill and Range Publishing Company vorzustellen. Diese verschaffte ihr einen Plattenvertrag beim Major-Label RCA. 1955 schien sie es geschafft zu haben: Die einflussreichen Nashville-Produzenten Steve Sholes und Chet Atkins produzierten ihre Platten. Mit ihren wilden, rauen und erotischen Auftritten, bei denen sie über die Bühne samt Verstärker sprang, gewann sie den „Best Female Singer“-Preis des Country-und-Western-Magazines „Dee jays Choice“ gleich hinter dem damaligen Country-Superstar Kitty Wells. Sie trat mit Country- und Rock ’n’ Roll-Superstars wie Elvis Presley, Johnny Cash, Jerry Lee Lewis, Marty Robbins, Lefty Frizzell auf. 1955 und 1956 gehörte sie regelmäßig zum Künstlerstab beim Big D Jamboree des Radiosenders KRLD in Dallas, Texas; außerdem trat sie beim Louisiana Hayride und dem Ozark Jubilee auf. Arthur stand auch auf der Bühne der Grand Ole Opry, dem „Olymp“ der Countrymusik.
1956 wurden ihre Auseinandersetzungen mit Chet Atkins jedoch immer heftiger, woraufhin schließlich RCA ihren Vertrag nicht verlängerte. Charline Arthur wechselte zum Label Coin, eckte dort jedoch ebenfalls schon bald an. In dieser Zeit trennte sie sich auch von ihrem Ehemann. 1960 war sie finanziell ruiniert und zog nach Salt Lake City, wo ihr der Nachtclub- und Labelinhaber Ray Pellum ein Engagement in Chubbuck, Idaho verschaffte. Sie nahm für sein Label Eldorado auf, später auch für andere Independent-Labels wie Rustic, Wytra und Republic. 1965 zog sie an die Westküste und tingelte durch kleine Clubs. 1978 ging sie wieder zurück ins ländliche Idaho, wo sie von 335 Dollar Sozialhilfe im Monat lebte, die sie bekam, da sie aufgrund ihrer Arthritis nicht mehr arbeiten konnte. Ein Jahr vor ihrem Tod erschien auf dem deutschen Label Bear Family Records eine Singles-Compilation ihrer Aufnahmen von 1949 bis 1957, was Arthur zu Tränen gerührt haben soll.
Erst in den 1990er Jahren, als sich Fans und auch Wissenschaftler verstärkt mit Musikerinnen beschäftigten, die im Country und Rockabilly Pionierarbeit geleistet haben, stieg das Interesse an Charline Arthur wieder an – und damit auch ihre Popularität. 

## Image
Arthur widersprach dem klassischen Frauenbild in der Countrymusik, das vor allem von ländlich gekleideten Sängerinnen wie Kitty Wells und dem einen oder anderen züchtigen, eher biederen Cowgirl wie Patsy Montana bestimmt war. Arthur nahm mit ihren energiegeladenen Shows das sexualisierte Bühnenverhalten von Elvis Presley und Mick Jagger vorweg.

## Diskografie

### Kompilationen
- Burn That Candle – Charline Arthur (Bear Family) (1986)
- Calling All Rock ’N’ Roll Collectors, Vol. 3b. (Cat)
- Ultra Rare Hillbilly Boogie, Vol. 1c. (Chief)
- Hillbilly Houn’ Dawgs & Honky Tonk Angels (Detour)
- The Big D Jamboree Live (Dragon Street)
- Gals Of The Big D Jamboree (Dragon Street)